# Деррик, Кимберли
Кимберли Деррик (англ. Kimberly Derrick, р.28 апреля 1985 года в  Блайтвилле, штат Арканзас) — американская шорт-трекистка, специализирующаяся в Роликобежном спорте, бронзовая призёр Олимпийских игр 2010 года в эстафете, участвовала на Олимпийских играх 2006 года, двукратная бронзовый призёр чемпионатов мира.

## Спортивная карьера
Родители Кимберли, Кенни и Холли Деррик, владели катком для катания на роликах в западном  Мемфисе, поэтому она начала кататься на роликовых коньках в возрасте 6-ти лет, и доминировала до начала 2000-х годов, выиграв несколько чемпионатов США. Она также занималась фигурным катанием, поэтому школьное обучение проходила дома из-за частых соревновании. В 18 лет она перешла в конькобежный спорт и также уверенно стала выступать. 
В 2006 году Деррик попала в команду во время тренировок по программе олимпийского развития в  Университете Северного Мичигана в  Маркетте, она участвовала на Олимпийских играх в Турине, буквально за несколько часов до соревновании у неё умер дедушка Даррелл Эдвардс от сердечного приступа, который приехал в Турин поддержать Кимберли. «Я не могла остановить слезы», - сказала Кимберли всего за несколько минут до похорон ее деда, неделей позже в Кутере, штат  Миссури. «Мне было больно. Это было худшее, что могло случиться, но мой дедушка хотел, чтобы я каталась на коньках. Я хотела кататься на коньках". В заезде на 1000 м в четвертьфинале во втором заезде была дисквалифицирована, а в эстафете с командой заняла 4-е место. Её родители Кен и Холли Деррик переехали из  Каледонии в Теннесси в 2007 году, сама же Кимберли в том году переехала в Уэст-Джордан, штат  Юту для тренировок в национальной сборной.
 На командном чемпионате мира в Будапеште в марте заняла с командой 4-е место и повторила тот же результат в следующем году в Харбине. 
В 2009 году Деррик выиграла бронзу Чемпионат мира по шорт-треку среди команд в Херенвене, и выиграла на Кубке мира в Дрездене свою первую золотую медаль на 1000 м и бронзу в Софии также на 1000 м. В сентябре 2009 года она отобралась в Олимпийскую сборную и на Олимпийских играх в Ванкувере участвовала на 1000 и 1500 м и заняла соответственно 20-е и 21-е места. А вот в эстафете выиграла бронзовую медаль, став первой спортсменкой из Арканзаса, ставшей Олимпиоником на зимних играх. В марте на чемпионате мира в Софии Кимберли стала третьей в эстафете вместе с Кэтрин Ройтер, Алисон Дудек и Ланы Геринг, а в общем индивидуальном зачёте стала 29-й. В марте 2012 года выиграла финал Кубка Америки и до осени 2013 года выступала в Кубке мира, а осенью не смогла пройти олимпийский отбор, заняв только 11-е место и решила завершить карьеру.

## Личная жизнь
После ухода из спорта работала в компании GE Healthcare с сентября 2013 по февраль 2014 года, а с ноября 2014 года по-настоящее время работает офис-менеджером в компании "Mercedes-Benz" в Кольервилле, штат Теннесси. Её родной город  Мемфис. Её увлечения, ужастики, музыка, головоломки и поделки.